# Sing×3♪ぼくら、バックヤーディガンズ!
『Sing×3♪ぼくら、バックヤーディガンズ!』（原題：THE BACKYARDIGANS）は、カナダのアニメ会社ネルバナとニック・ジュニア・プロダクションズの共同制作による作品。原作はジャニス・バージェス。日本ではかつてニコロデオン、ディズニージュニアで放送されていた。音楽担当はエヴァン・ルーリー。

## 番組の概要
この作品は、ミュージカル仕立ての作風で、登場キャラクターたちが毎回「どこそこへ行きたい」と願った瞬間に、（彼らは実質上1歩も動かないが）周りの風景が願ったとおりのそれに変化し、そこで様々な冒険エピソードが展開される。エピソードによっては、キャラクターが各回のエピソードに関連ある行動をとっているうちに風景が変わるという演出もある。

## 登場キャラクター
以下の5人（メイン・サブ合わせて）以外に登場人物は存在せず、また彼ら5人はオープニングでは全員登場しているが、エピソード内ではほぼ毎回、ターシャかオースティンのうち少なくとも1人が登場せず、第9話になってようやく5人全員が本編に登場した。
キャラクターの年齢順は、タイロン→ターシャ→ユニーキー→オースティン→パブロの順。

### メインキャラクター
ユニーキー（Uniqua）
声 - ラショーン・ティナ・ジェフェリーズ（歌：Jamia Simone Nash、Avion Baker） / 神代知衣
踊 - Hattie Mae Williams
女の子だが、何の動物かは不明。体色は薄いピンク色で、体のあちこちに地肌より濃い楕円形の斑点が10数個あるのが特徴的。英語版での名前は「ユニークァ」。
パブロ（Pablo）
声 - ザック・タイラー・アイゼン、ジェイクゴールドバーグ（歌：ショーン・カーリー） / 御崎朱美
踊 - Tasha Cooper、Jonathan Sandler、Steven Konopelski、Jacob Wimar、Paul Flanagan
青色のペンギンの男の子。
タイロン（Tyrone）
声 - レジナルド・デイビス・ジュニア、ジョーダン・コールマン、クリストファー・グラント・ジュニア（歌：Corwin C. Tuggles、Leon Thomas III、Damani Roberts、Tyrel Jackson Williams） / まるたまり
踊 - Greg Sinacori、Bradley Shelver、Andrew Cao
オレンジ色のヘラジカの男の子で、5人のうち彼にのみ髪の毛（赤毛）がある。

### サブキャラクター
ターシャ（Tasha）
声 - Naelee Rae、Gianna Bruzzese（歌：Kristin Klabunde、Gabriella Malek） / 植田佳奈
踊 - Darlene Dirstine、Amanda Ulibarri、Nancy Renee Braun
黄色のカバの女の子。
オースティン（Austin）
声 - ジョナ・ボボ（歌：Thomas Sharkey、Nicholas Barasch） / 水間まき
踊 - Kristen Frost
紫色のカンガルーの男の子。

## エピソード一覧
表示順は、日 / 英。
1. かいぞくのたから / Pirate Treasure
2. ジャングルのまんなか / The Heart Of The Jungle
3. ゆきおとこ / The Yeti
4. ゆきのとりで / The Snow Fort
5. スパイはクール / Secret Mission
6. オバケはさいこう / It's Great To Be A Ghost
7. だいせいぶをゆこう！ / Riding The Range
8. ナイルふっかつへのかぎ / The Key To The Nile
9. きしはゆうかんでつよい / Knights Are Brave And Strong
10. バイキングとにんぎょ / Viking Voyage
11. ぼくらのむじんとう / Castaways
12. パワーのとうをめざせ！/ Race To The Tower Of Power
13. 空飛ぶ石を探せ / The Quest for the Flying Rock
14. ポルカで踊ろう / Polka Palace Party
15. サーフィンしよう / Surf's Up
16. ユリーカ！ / Eureka!
17. せかいいっしゅうレース / Race Around The World
18. サッカー・モンスターをおえ / Monster Detectives
19. どうくつでパーティー / Cave Party
20. おちゃをのもう / High Tea（米国では「The Tea Party」として知られている）

## 歌一覧
- Into The Thick Of It!
- Castaways（英語版）

## 備考
1. ↑  原題に倣って、番宣時のタイトル紹介の際には、冒頭の「Sing×3♪」の部分は表示されない。
2. ↑  第5話では、ターシャ＆オースティンは2人とも登場しない。